# Хогленд, Ричард
Ри́чард Чарльз Хо́гланд (англ. Richard Charles Hoagland; 25 апреля 1945 года, Морристаун, Нью-Джерси, США) — американский писатель, сторонник различных теорий заговоров, касаемых НАСА, убийства президента Кеннеди, возможном существовании древних цивилизации на Марсе, Луне и др.  Свои взгляды излагает в двух изданных книгах, а также в видео-программах, лекциях, интервью и пресс-конференциях. За свои исследования был награждён медалью Ангстрёма и «Шнобелевской премией».

## Биография
В автобиографии указано, что Хогланд был научным советником отдела новостей телеканала CBS во время освещения пилотируемой программы полёта на Луну «Аполлон», заведовал планетарием Хейдена и был консультантом Национального управления по воздухоплаванию и исследованию космического пространства (НАСА). В настоящее время он — научный руководитель «Enterprise Mission» — независимой научно-исследовательской организацией, занимающейся изучением данных НАСА. За свои исследования в 1993 году Хогланд был удостоен Международной медалью отличия в науке имени Ангстрема.
В 1987 году выходит в свет первая книга Хогланда — «Монументы Марса: город на краю вечности» (The Monuments of Mars: A City on the Edge of Forever), рассказывающая об артефактах, обнаруженных на космических снимках Кидонии (области Марса): знаменитом «Лице на Марсе», а также комплексе пирамидальных строений. Вторая книга автора — «Тёмная миссия. Секретная история NASA» (Dark Mission: The Secret History of NASA) вышла в 2007 году, была переведена на несколько языков, в том числе на русский (издательство «Эксмо»). В ней говорится о том, что НАСА занимается сокрытием информации, доказывающей существование в прошлом на Луне и Марсе высокоразвитой цивилизации.

## Критика
Статьи Хогланда никогда не публиковались в серьёзных научных журналах, а его идеи, высказываемые в различных интервью, подвергались постоянной критике. Так, профессиональный американский астроном и писатель Фил Плэйт назвал Хогланда лжеучёным. Того же мнения придерживается и Джеймс Оберг — журналист, специалист по космосу и эксперт по русской космической программе.
В 1997 году Ричард Хогланд стал лауреатом «Шнобелевской премии» по астрономии за  выявления якобы искусственных сооружений на Луне и Марсе, включая Лицо на Марсе и десятимильные в высоту здания на поверхности Луны.